# Navalla de Hanlon
La navalla de Hanlon, un corol·lari de la llei de Finagle, és un aforisme que diu: No atribueixis mai a la malícia allò que pot ser explicat adequadament per l'estupidesa. També es pot enunciar com: No assumeixis mai malícia quan l'estupidesa basta. Segons Joseph Bigler, la primera vegada que s'usà aquest concepte fou el 1980, en què Robert J. Hanlon de Scranton (Pennsilvània), l'envià a un llibre recopilatori d'acudits diversos relacionats amb la llei de Murphy, titulat Murphy's Law Book Two, More Reasons Why Things Go Wrong. El nom va ser inspirat en la navalla d'Occam.